# إرفينغ بيريز
إرفينغ بيريز (بالإسبانية: Irving Pérez) هو تريثلت مكسيكي، ولد في 16 مايو 1986 في Jojutla ‏ في المكسيك.

## وصلات خارجية
- إرفينغ بيريز على موقع اتحاد الترياتلون الدولي (الإنجليزية)
- إرفينغ بيريز على موقع أوليمبيديا (الإنجليزية)